# Dylan Gissi
Dylan Gissi (Ginevra, 27 aprile 1991) è un calciatore svizzero, difensore dell'Atlanta.

## Biografia
Suo fratello Kevin è anch'egli un calciatore.

## Carriera

### Club
Ha giocato 23 partite nella massima divisione argentina con l'Olimpo, più un'altra con l'Estudiantes; ha inoltre militato in Ligue 1 col Montpellier.

### Nazionale
Nel 2012 ha giocato una partita in Under-21.